# Station Dordives
Station Dordives is een spoorwegstation aan de spoorlijn Moret-Veneux-les-Sablons - Lyon-Perrache. Het ligt in de Franse gemeente Dordives in het departement Loiret (Centre-Val de Loire).

## Geschiedenis
Het station werd op 14 augustus 1860 geopend door de Compagnie des chemins de fer de Paris à Lyon et à la Méditerranée bij de opening van de sectie Moret - Veneux-les-Sablons ↔ Montargis. Sinds zijn oprichting is het station eigendom van de Société nationale des chemins de fer français (SNCF).

## Ligging
Het station ligt op kilometerpunt 101,349 van de spoorlijn Moret-Veneux-les-Sablons - Lyon-Perrache.

## Diensten
Het station wordt aangedaan door treinen van Transilien lijn R, welke rijden tussen Paris-Gare de Lyon en Montargis.

## Foto's

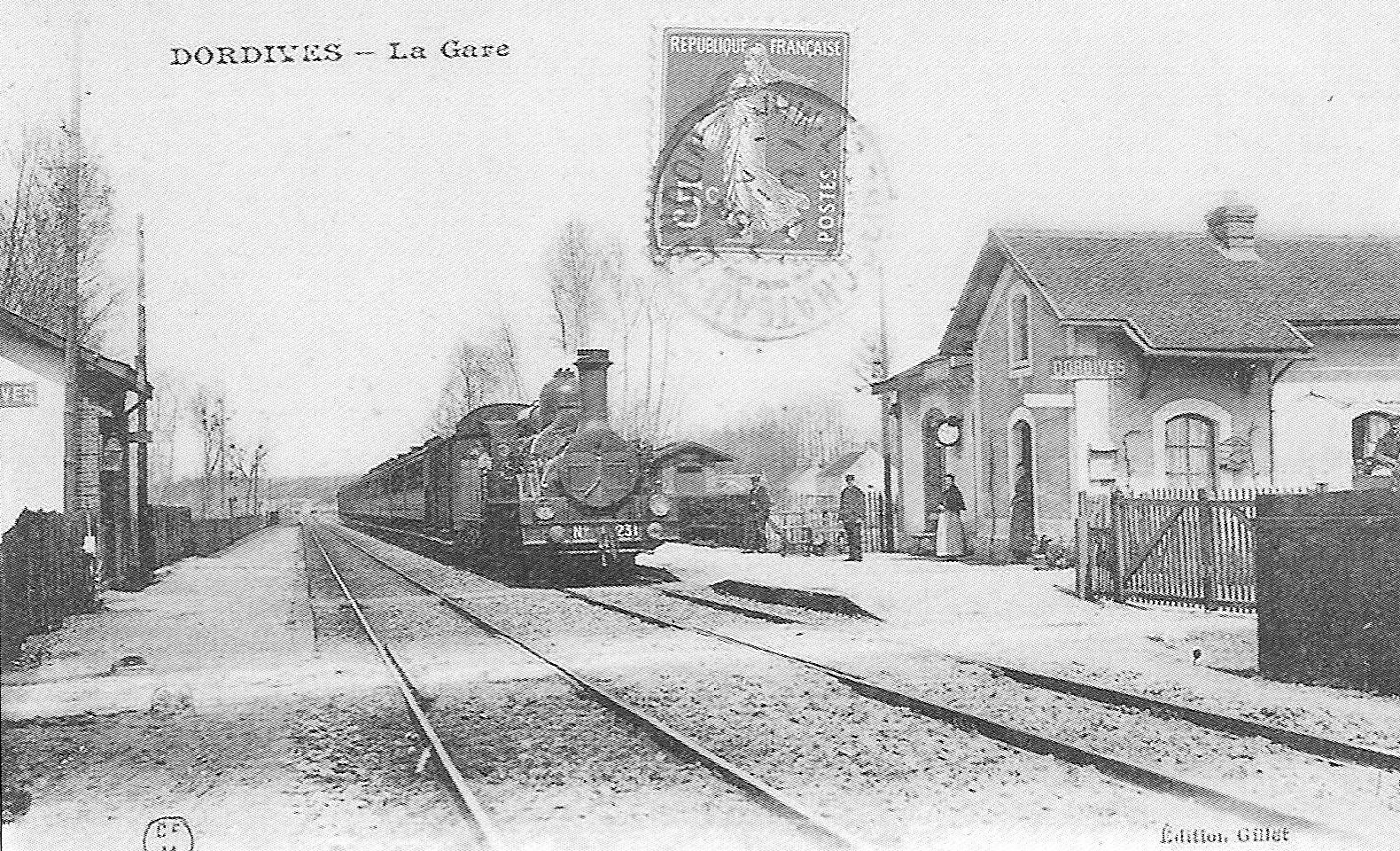
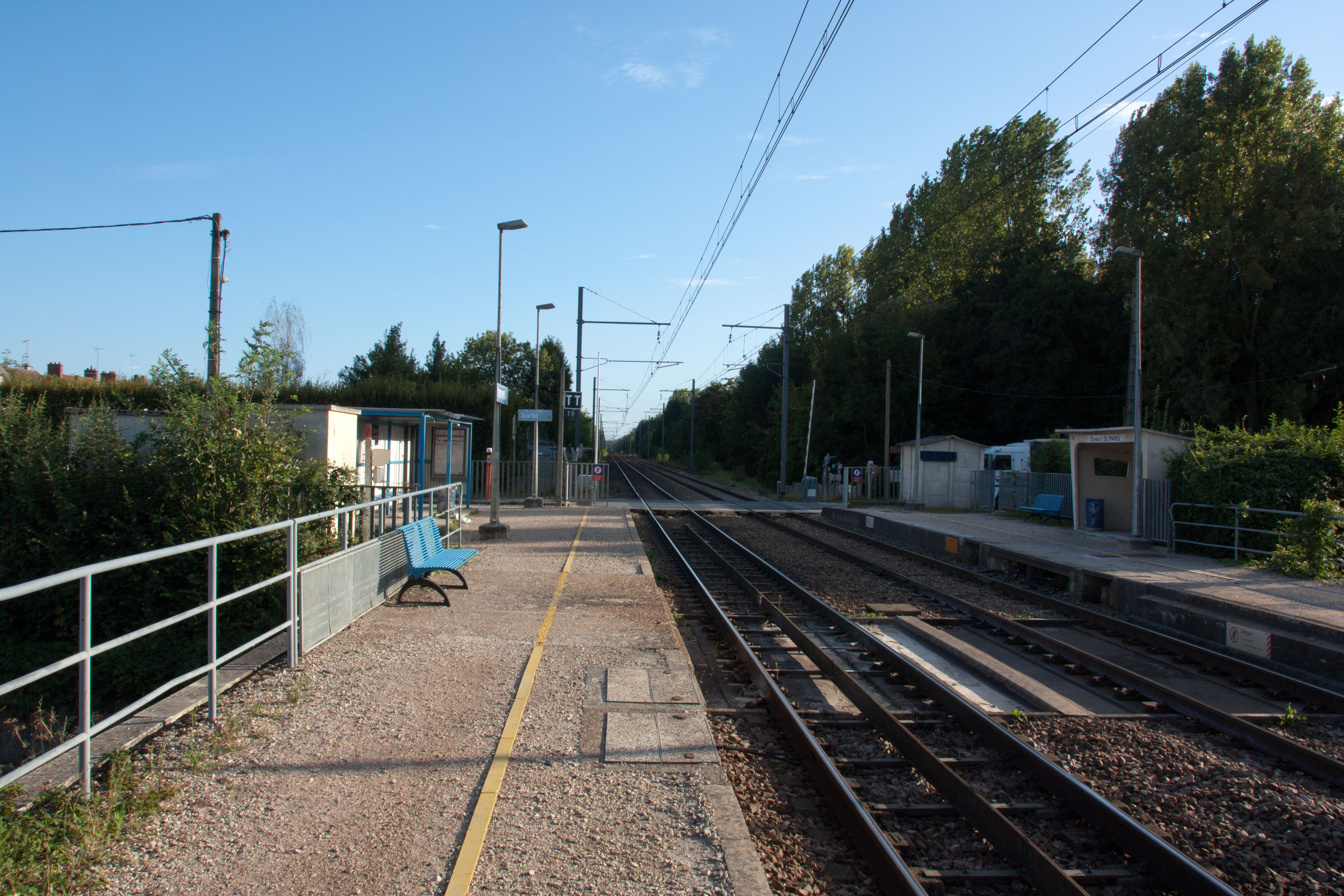

## Vorig en volgend station
| Richting           | Vorig station            | Lijn    | Volgend station      | Richting  |
| ------------------ | ------------------------ | ------- | -------------------- | --------- |
| Paris-Gare de Lyon | Souppes - Château-Landon | Trans R | Ferrières - Fontenay | Montargis |